# Tom Limoncelli
Tom Limoncelli (né le 2 décembre 1968) est un administrateur système américain, auteur et conférencier. Administrateur système et ingénieur réseau depuis 1987, il intervient lors de conférences dans le monde entier sur des sujets allant de la sécurité des pare-feux à la gestion du temps. Il est l'auteur de Time Management for System Administrators de O'Reilly ; avec Christine Hogan, co-auteur du livre The Practice of System and Network Administration d'Addison-Wesley, qui a remporté le SAGE Outstanding Achievement Award 2005 ; et en 2007 avec Peter H. Salus, il a publié une compilation des meilleures blagues de poisson d'avril créées par l'IETF intitulées The Complete April Fools' Day RFCs.
Il a également publié des articles lors de conférences telles que Usenix LISA sur une grande variété de sujets, notamment les techniques de pare-feu innovantes, la coordination de modifications massives du réseau, les modèles d'amélioration du support client et les problèmes de sécurité liés au licenciement d'un administrateur système.

## Biographie
Limoncelli est le plus jeune de cinq enfants. Il est né à New Haven, Connecticut et vit dans le New Jersey depuis l'âge de quatre ans. Il est titulaire d'une licence en informatique de l'université Drew à Madison, dans le New Jersey.
Il est ingénieur en fiabilité de site chez Stack Exchange,. Avant cela, il était administrateur système au bureau de Google à New York. Il a auparavant été directeur des services informatiques pour Cibernet Corporation, directeur des opérations chez Lumeta et a également travaillé chez Bell Labs/Lucent Technologies où il a dirigé la passerelle Internet et les réseaux utilisés par les scientifiques, ainsi que réalisé des consultations en interne auprès de diverses unités commerciales.

## Travailler pour les droits des bisexuels
Limoncelli a commencé à militer sur le campus alors qu'il était étudiant à l'université Drew. Il a animé un groupe de soutien pour hommes qui faisait partie de la Gay Activists Alliance dans le comté de Morris en 1989-1990.
En 1991-92, il a travaillé à l'effort fructueux du New Jersey pour modifier la loi contre la discrimination afin d'ajouter « l'orientation sexuelle ou affective » pour la protection dans le logement, l'embauche, la banque et les logements publics.
Il a été coprésident de l'action de proximité de sensibilisation et coordonnateur logistique. Il a co-créé BiNet/NJ (maintenant connu sous le nom de BiZone) en 1991. Il a été vice-président, puis président de la New Jersey Lesbian and Gay Coalition de 1994 à 1996, qui comprenait des réalisations telles que la création d'un centre communautaire, la transformation de la NJ Pride Parade en une organisation distincte, la modification des statuts pour être entièrement inclusif des bisexuels et transgenres, la participation à la Marche de 1993 sur Washington et au Stonewall 25, et d'autres projets.
Il a travaillé avec BiNet USA depuis 1992, dont quatre ans passés en tant qu'organisateur régional de la région des trois États. Il a édité la section New Jersey du Bisexual Resource Guide pendant une grande partie des années 1990.
Limoncelli a travaillé avec les Conférences bisexuelles des Trois États, qu'il a créées/coprésidées en 1996 (NYC, NY), dont il a été le conseiller en 1997 (Hartford, CT), qu'il a coprésidées en 1999 (New Brunswick NJ) et dont il a participé au comité de planification de la conférence de 2000 très réussie (NYU Campus, NY).
Limoncelli a été actif dans l'activisme Internet. Depuis 1987, il utilise Internet comme outil d'organisation. Il a tenu des informations sur la Marche sur Washington de 1993 et sur les événements du 25e anniversaire de Stonewall sur Internet, et a fait partie d'une des rares personnes qui, depuis 1992, se sont organisées pour maintenir l'idée qu'il devrait y avoir une célébration Stonewall 25 à New York en 1994.
L'organisation AT&T's LEAGUE (Lesbian and Gay United Employees) lui a décerné son prix de l'engagement communautaire LEAGUE 1995 (politique) et, en 1997, la New Jersey Lesbian and Gay Coalition lui a décerné son prix « Honor » pour l'ensemble de ses réalisations pour son activisme.
Il a écrit deux livres, contribué à l'anthologie "Getting Bi : Voices of Bisexuals Around the World", édité par Robyn Ochs et Sarah E. Rowley, et est le créateur de BiSquish, un journal en ligne qui rapportait des nouvelles et des événements de la communauté bisexuelle jusqu'au 7 septembre 2006.
En 2006, il a reçu le prix Brenda Howard de la branche Queens de PFLAG.